# Chorebus monfreya
Chorebus monfreya är en stekelart som beskrevs av Papp 2005. Chorebus monfreya ingår i släktet Chorebus och familjen bracksteklar. Inga underarter finns listade i Catalogue of Life.